# Опсаль, Оскар Арон
Оскар Арон Опсаль (норв. Oskar Aron Opsahl; род. 25 августа 2001) — норвежский футболист, защитник клуба «Тромсё». На правах аренды выступает за клуб «Эгерсунн».
Старший брат — Сакариас Опсаль.

## Карьера
Опсаль — воспитанник клуба «Стабек», в 16 лет перешел в молодежную академию «Волеренга».За основную команду дебютировал 2 мая 2019 года в Кубке Норвегии против команды «Фоберг». 9 января 2020 года продлил контракт с клубом «Волеренга» до конца 2022 года. В чемпионате Норвегии дебютировал 29 июля 2020 года в матче против «Молде».
В феврале 2022 года подписал контракт с норвежским клубом «Тромсё» сроком до 2024 года. За клуб дебютировал в Элитсерии 3 апреля 2022 против клуба «Одд». В марте 2024 года на правах аренды перешел в клуб «Эгерсунн».

### Сборная
Опсаль принимал участие в составе национальных сборных Норвегии в различных возрастных группах, включая команды до 15, до 16, до 17, до 18 лет и до 21 года.

## Статистика
| Выступление      | Выступление      | Выступление      | Лига | Лига | Кубок | Кубок | Еврокубки | Еврокубки | Итого | Итого |
| Клуб             | Лига             | Сезон            | Игры | Голы | Игры  | Голы  | Игры      | Голы      | Игры  | Голы  |
| ---------------- | ---------------- | ---------------- | ---- | ---- | ----- | ----- | --------- | --------- | ----- | ----- |
| → Волеренга II   | Второй дивизион  | 2018             | 14   | 1    | —     | —     | —         | —         | 14    | 1     |
| → Волеренга II   | Второй дивизион  | 2020             | 12   | 0    | —     | —     | —         | —         | 12    | 0     |
| → Волеренга II   | Второй дивизион  | 2021             | 13   | 1    | —     | —     | —         | —         | 13    | 1     |
| → Волеренга II   | Итого            | Итого            | 39   | 2    | —     | —     | —         | —         | 39    | 2     |
| → Шейд           | ОБОС-лига        | 2019             | 0    | 0    | —     | —     | —         | —         | 0     | 0     |
| → Шейд           | Итого            | Итого            | 0    | 0    | —     | —     | —         | —         | 0     | 0     |
| Волеренга        | Элитсерия        | 2019             | 0    | 0    | 2     | 0     | —         | —         | 2     | 0     |
| Волеренга        | Элитсерия        | 2020             | 1    | 0    | —     | —     | —         | —         | 1     | 0     |
| Волеренга        | Элитсерия        | 2021             | 0    | 0    | —     | —     | 2         | 0         | 2     | 0     |
| Волеренга        | Итого            | Итого            | 1    | 0    | 2     | 0     | 2         | 0         | 5     | 0     |
| Тромсё           | Элитсерия        | 2022             | 2    | 0    | 0     | 0     | —         | —         | 2     | 0     |
| Тромсё           | Элитсерия        | 2023             | 0    | 0    | —     | —     | —         | —         | 0     | 0     |
| Тромсё           | Итого            | Итого            | 2    | 0    | 0     | 0     | —         | —         | 2     | 0     |
| → Эгерсунн       | Второй дивизион  | 2024             | 1    | 0    | —     | —     | —         | —         | 1     | 0     |
| → Эгерсунн       | Итого            | Итого            | 1    | 0    | —     | —     | —         | —         | 1     | 0     |
| Всего за карьеру | Всего за карьеру | Всего за карьеру | 43   | 2    | 2     | 0     | 2         | 0         | 47    | 2     |